# Teodósia de Constantinopla
Teodósia de Constantinopla foi uma freira e mártir cristã considerada uma das mártires iconoclastas mais conhecidas e polêmicas da Igreja Ortodoxa, porém pouco conhecida pelos cristãos católicos.
Nasceu e viveu na cidade de Constantinopla no século VIII. Filha de pais devotos, o nascimento de sua nova filha eles deram o nome de Teodósia que significa Dom de Deus. Logo após se tornar monja ela passou a ser freira no monastério de Santa Anastácia de Constantinopla, onde enfrentou um período muito turbulento do cristianismo. Neste período, o cristianismo ainda discutia se deveriam ou não ser feitas imagens de santos, os cristãos iconofilos defendiam que isso não ia de desacordo com as escrituras, enquanto outros cristãos, os chamados iconoclastas, interpretavam que isso era contrario as escrituras da bíblia.
Logo após o coroamento do imperador Leão Isáurico de Constantinopla foram postas medidas para destruir todas as imagens santas do Império Bizantino, o que desagradou muitos dos cristãos que eram contra essa medidas e a favor da utilização das imagens pela Igreja.
Seu martírio se deu após recusar se a a deixar que fosse lançada uma imagem de Cristo a partir da porta de bronze como mandavam as ordens do imperador Leão. Após saber das ordens dadas pelo imperador e acatadas pelo patriarca que comandava o monastério ela se juntou a outras monjas e tentaram impedir que a imagem fosse jogada, porém ao chegar perto da imagem, encontraram um soldado em cima de uma escada próxima à imagem, na tentativa de parar o soldado, elas empurraram a escada e o este acabou morrendo na queda. Não satisfeitas elas começaram a atirar pedras contra o patriarca que estava presente no local que também morreu. Isso fez com que ela fosse presa por ordens do imperador. Depois de presa ela recebeu um castigo e acabou morrendo. O corpo de Teodósia foi enterrado no monastério de Santa Eufemia, ela não é aceita por muitos cristãos inclusive iconofilos devido as atitudes que ela e as outras freiras tomaram.